# پردیس سینمایی امین تارخ
پردیس سینمایی امین تارخ یک پردیس سینمایی در شهر شیراز، ایران است.
این سینما که در سال ۱۴۰۳ تأسیس شده متعلق به حوزه هنری بوده و دارای پنج سالن نمایش می‌باشد.

## نگارخانه

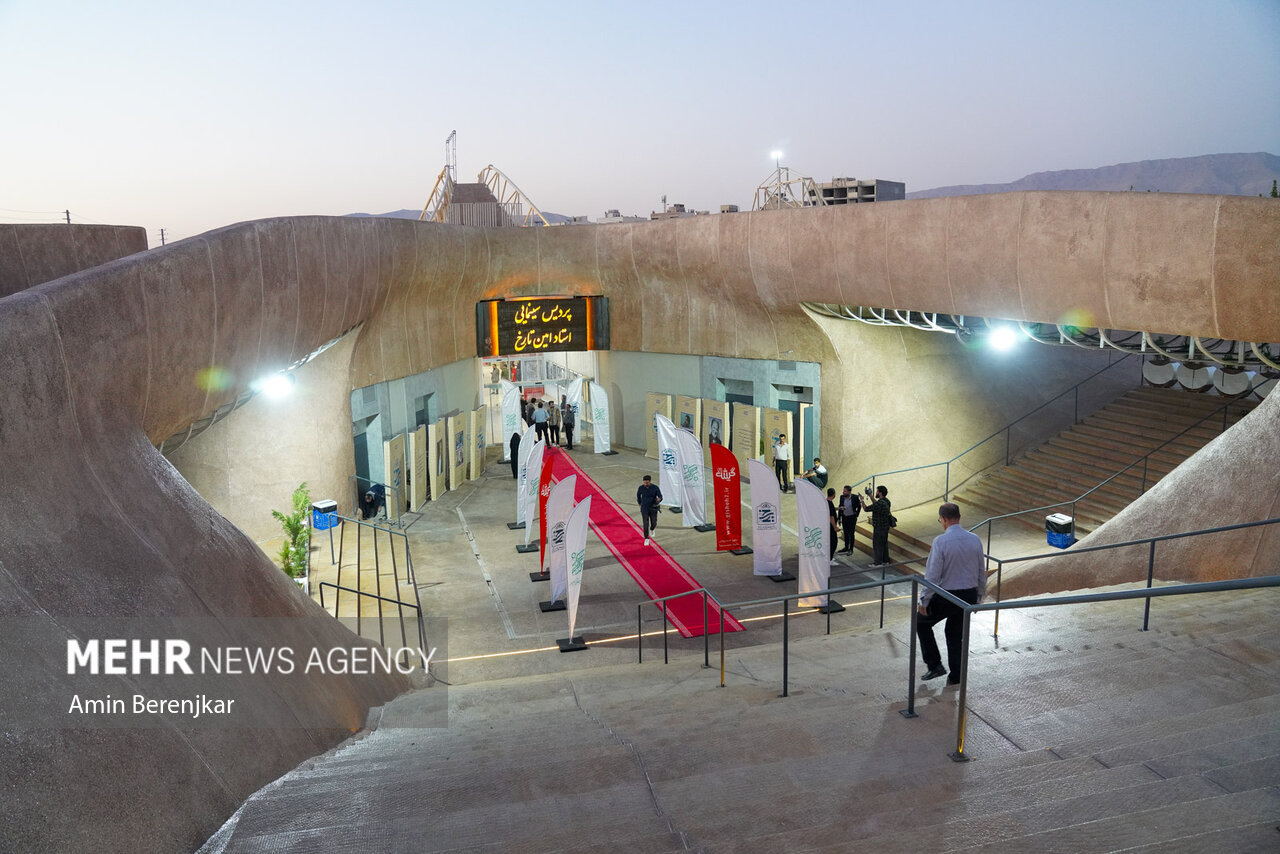
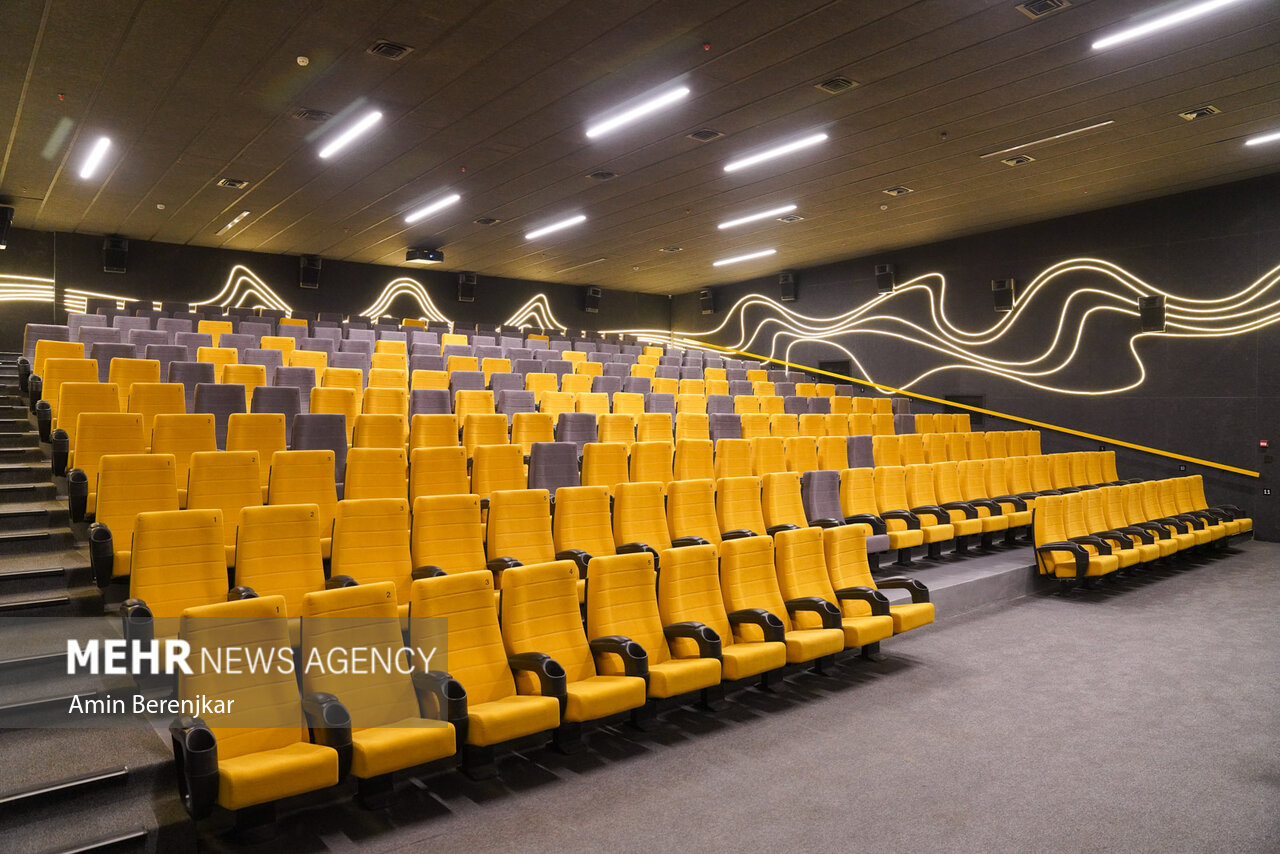
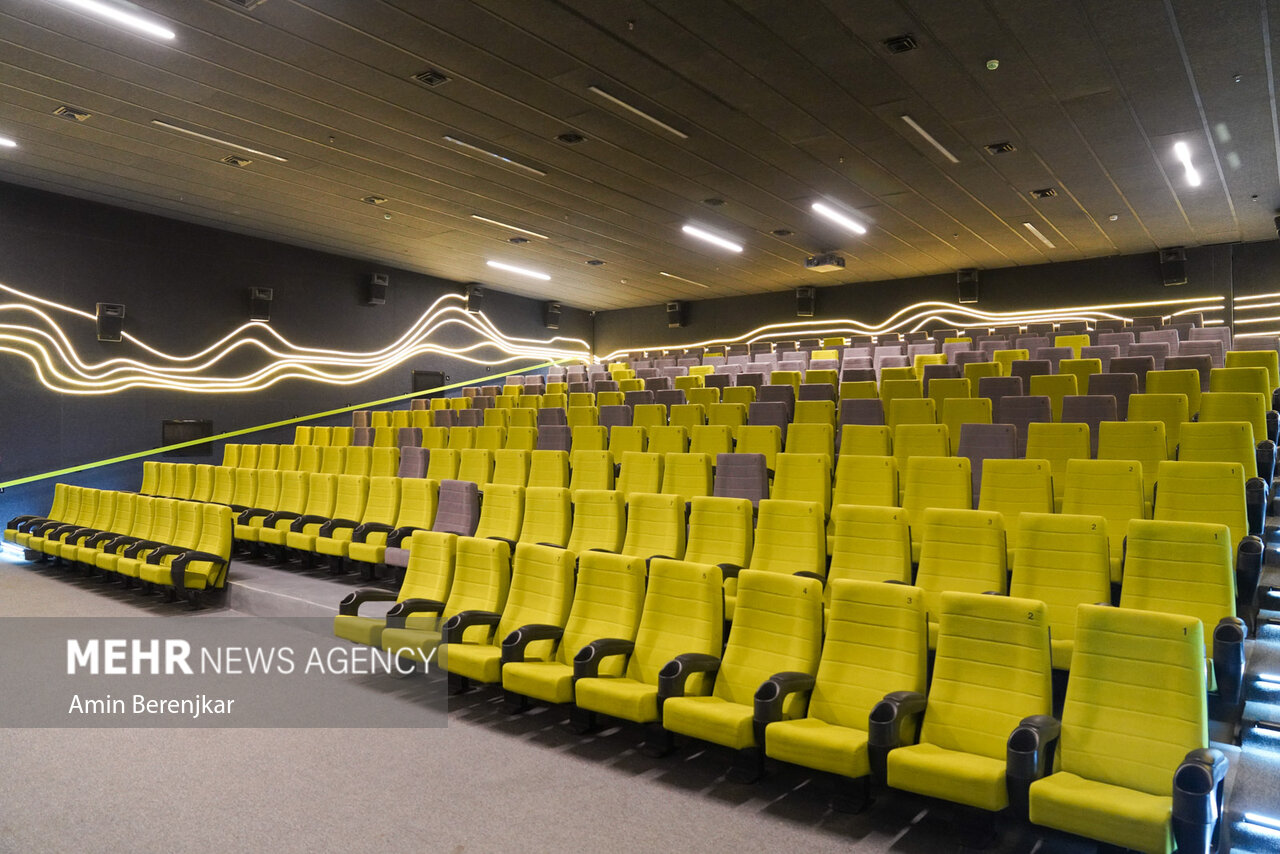
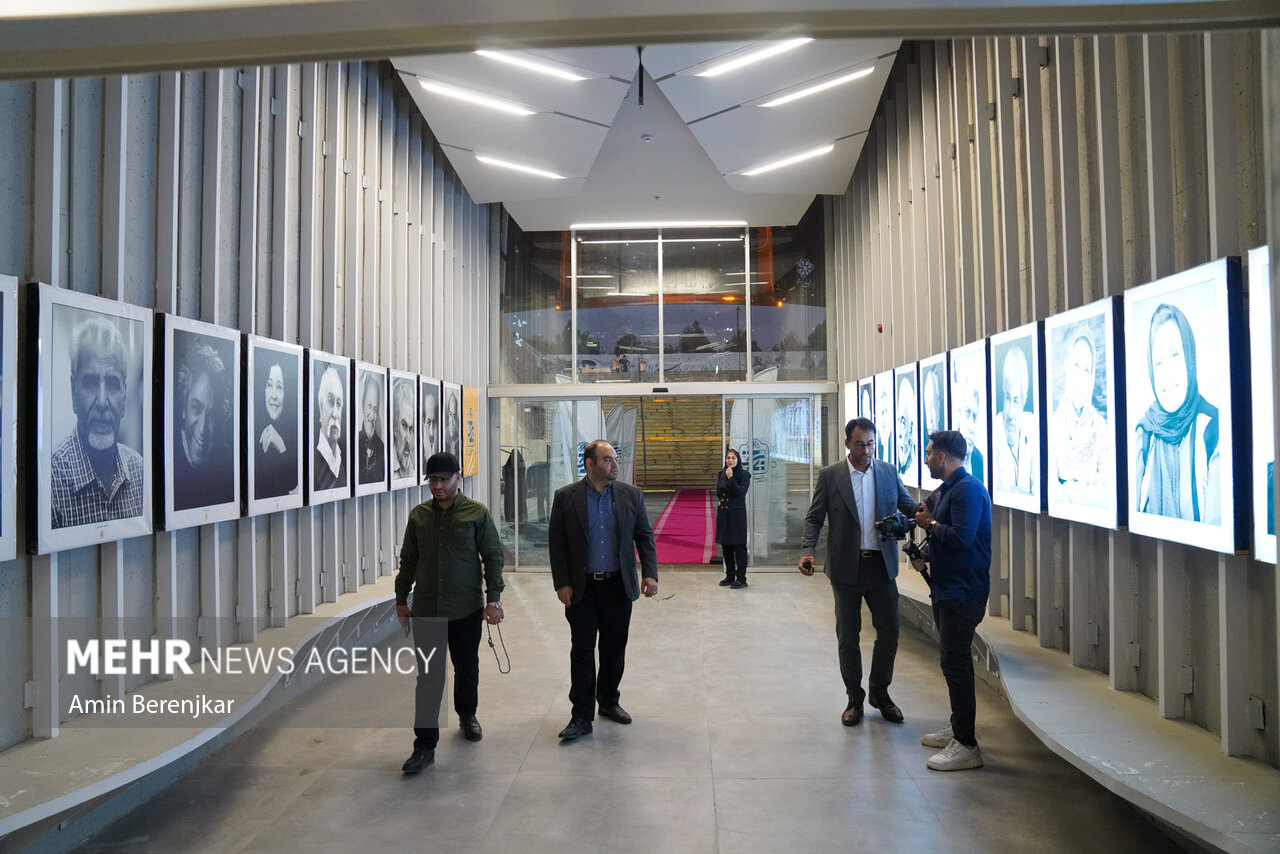
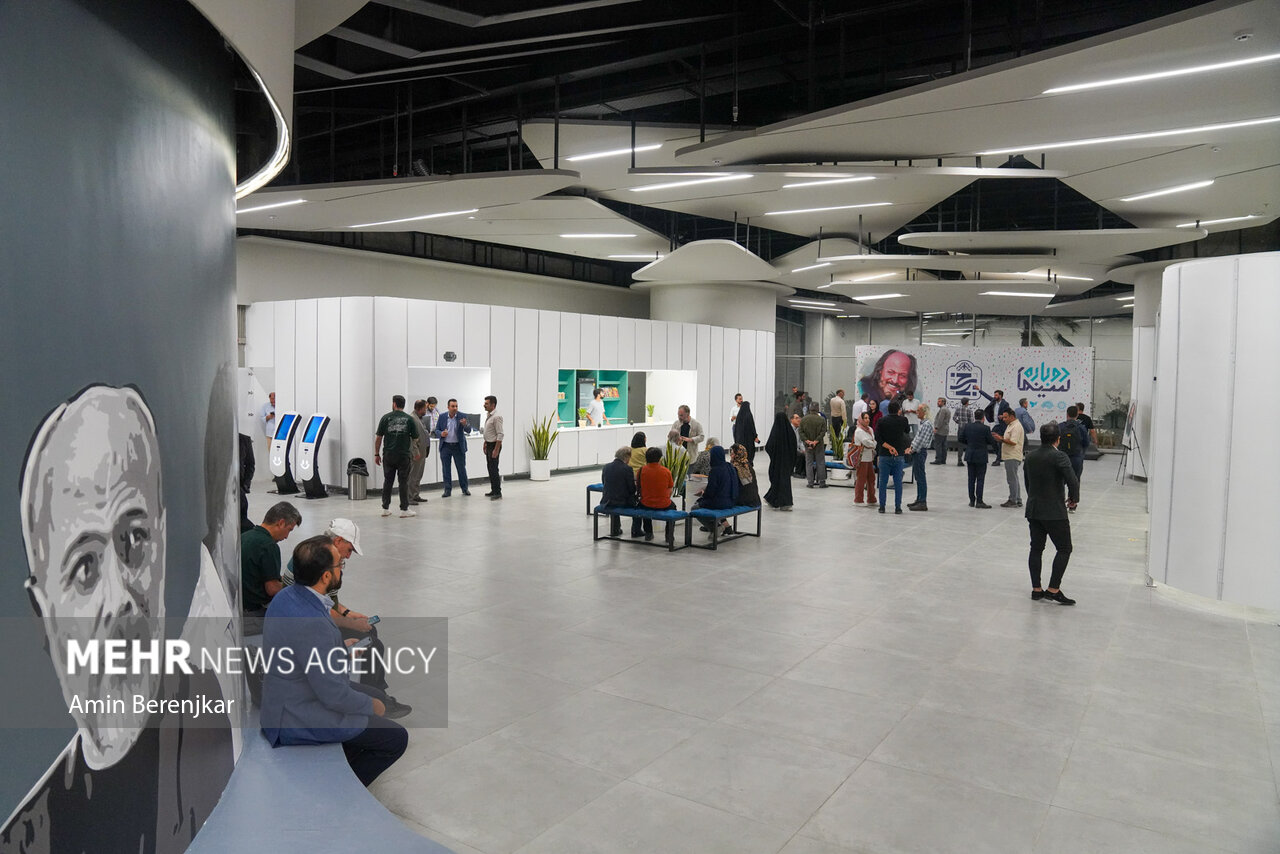